# Gospelmagic
Gospelmagic ist eine spezielle Form der Zauberkunst, bei der Christen durch zauberkünstlerische Darbietungen den christlichen Glauben und die biblische Lehre veranschaulichen und vermitteln. Dabei setzt sich der Begriff aus Gospel (von Englisch: Gute Nachricht) und Magic (von Englisch: Zauberkunst) zusammen, da die Kernaussage der Gospelmagic die Frohe Botschaft der Auferstehung Jesu Christi ist.
In der Bibel gebraucht Jesus Christus Geschichten und Gleichnisse für seine Botschaft. Ebenso beabsichtigt auch Gospelmagic die Botschaft Jesu Christi visuell und unterhaltsam zu vermitteln. Dabei legen die Künstler großen Wert darauf, dass dem Publikum klar ist, dass sie selbst keinerlei übernatürliche Fähigkeiten besitzen. Die Effekte sind also kein Machtbeweis, sondern Illustration. Das Zauberkunststück bzw. die Illusion untermalt dabei den theologischen Aspekt und trägt zum besseren Verständnis bei.
Gospelmagic ist nicht an eine Sparte der Zauberkunst gebunden, sondern kann zum Beispiel in Form von Bühnendarbietungen, Straßenzauberkunst, am Tisch, für Kinder oder von Pfarrern oder Priestern zur Veranschaulichung einer Predigt im Gottesdienst angewandt werden. Es handelt sich also um eine Anwendung der Zauberkunst im Kontext des Christentums.

## Vereinigungen
Gospelmagic-Künstler organisieren sich
- im nordamerikanischen Raum in der Fellowship of Christian Magicians (FCM), die 1953 in den USA gegründet wurde[3] und monatlich die Fachzeitschrift The Voice of FCM[4] herausgibt
- in Großbritannien in der Christian Magicians UK (CMUK)[5]
- im deutschsprachigen Raum seit dem Jahr 2000 als Gemeinschaft christlicher Zauberkünstler[6], die das Magazin Der Zauberstab herausgibt und Schulungen anbietet
- in der Catholic Magicians' Guild

## Geschichte
Die Idee des Einsatzes einer Illusion zur Verdeutlichung geistlicher Botschaften ist nicht neu. Bereits in der Bibel, die generell voller Gegenstandslektionen (Veranschaulichung komplexer Gedanken durch Objekte oder Handlungen) ist, wird davon berichtet (Buch Ezechiel, Kapitel 37, Verse 16–20). Eine frühe Erwähnung von Anwendung moderner Zauberkunst für religionspädagogische Zwecke in der Literatur ist in dem autobiografischen Werk Erinnerungen des 1929 von der katholischen Kirche heiliggesprochenen Italieners Giovanni Melchiorre Bosco (Don Bosco, 1815–1888) zu finden. Noch eindrücklicher wird seine Vorgehensweise in der Biografie Memorie biografiche beschrieben. Don Bosco wird wegen seiner Zauberkunst unter anderem als Schutzpatron der Bühnenzauberkünstler verehrt. Weltweit treten am Namenstag Don Boscos katholische Zauberkünstler zu seiner Ehre bei Wohltätigkeitsveranstaltungen zu Gunsten unterprivilegierter Kinder und Jugendlicher auf.
In dem umfassenden Buch Greater Gospel Magic bezeichnet Duane Laflin den Baptistenpastor Rev. C.H. Woolston aus Philadelphia (USA) als ersten Gospel Magician. 1910 veröffentlichte Rev. Woolston das erste Lehrbuch über Gospelmagic. 1917 organisierte er die erste offizielle Konferenz für Gospelmagic und war 1919 Mitgründer des Vereins Gospel Illustrators Of America. Am 27. November 1953 wurde die Fellowship of Christian Magicians (FCM) in San Francisco gegründet. Diese international rasch wachsende Vereinigung (1980 hatte sie bereits über 2.000 eingetragene Mitglieder) organisierte 1986 auch die erste europäische Konferenz in Wales (Großbritannien). Aus dem damals entstandenen europäischen Zweig (FCM Europe) ging in mehreren Schritten die Gemeinschaft christlicher Zauberkünstler Deutschland e. V. (FCMG) hervor. 2017 löste sich der Verein von der FCM und änderte den Namen zu Gemeinschaft christlicher Zauberkünstler e. V. (inoffiziell GCZK). Im gleichen Jahr entwickelte sich aus der FCM Europe die Christian Magicians UK. 

### Organisationen
- Fellowship of Christian Magicians
- Christian Magicians UK
- Gemeinschaft christlicher Zauberkünstler e. V.